# Eleanor Mary Reid
Eleanor Mary Wynne Edwards Reid, geboren als Wynne Edwards, (* 13. November 1860 in Denbigh; † 28. September 1953 in Milford-on-Sea, Hampshire) war eine britische Paläobotanikerin.
Ihr botanisches Autorenkürzel lautet „E.Reid“.

## Leben
Reid studierte ab 1886 am Westfield College der Universität London mit dem Bachelorabschluss in Experimentalphysik 1891. Danach lehrte sie vier Jahre Mathematik und Naturwissenschaft am Cheltenham Ladies College.
Sie war seit 1897 mit dem Geologen und Paläobotaniker Clement Reid verheiratet, mit dem sie viel zusammenarbeitete, zum Beispiel in der Untersuchung von Pflanzenfossilien in Tegelen um 1905. Ihre erste gemeinsame Arbeit erschien 1907, die letzte 1915. Gemeinsam demonstrierten sie durch gründliche Fundstellen-Bearbeitungen, dass ganze ausgestorbene Florengemeinschaften nur aus fossilen Samen und Pollen rekonstruiert werden konnten. 1913 zogen beiden nach Milford-on-Sea, wo Eleanor Reid auch nach dem Tod ihres Mannes lebte, ihre Sammlung aufbaute und wo sie viele britische und ausländische Paläobotaniker traf.
1920 begann ihre Zusammenarbeit mit Marjorie Elizabeth Jane Chandler vom Newnham College in Cambridge, die zu zwei monumentalen Monographien über die Flora des Känozoikums in Großbritannien führte. Bembridge Flora über die Flora des Oligozäns besonders auf der Isle of Wight, aus Beständen des Natural History Museum (British Museum), und London Clay Flora des Eozän von 1933, das als Klassiker der Paläobotanik gilt. Reid verfolgte darin mit den Änderungen der Flora auch die Klimageschichte im Tertiär.
Sie veröffentlichte danach keine größeren Arbeiten mehr und lebte spartanisch in Milford-on-Sea mit Marjorie Chandler, die sie am Ende auch pflegte.
1936 erhielt sie die Lyell Medal (vor allem für ihre beiden Monographien mit Chandler) und 1920 wurde sie Fellow der Geological Society of London. 1919 erhielt sie ein Stipendium aus dem Murchison Fund der Geological Society.

## Schriften
- mit Marjorie Elizabeth Jane Chandler The London Clay Flora. British Museum, 1933.
- mit Marjorie Elizabeth Jane Chandler The Bembridge Flora. British Museum, 1926 (Catalogue of caenozoic plants in the Department of Geology, Band 1).
- mit Clement Reid: The Pliocene floras of the Dutch-Prussian border. In: Mededeelingen van de Rijksopsporing van Delfstoffen, Nr. 6. M. Nijhoff, Gravenhage 1915; doi:10.5962/bhl.title.57075
- mit Clement Reid: The fossil flora of Tegelen-sur-Meuse, near Venloo, in the Province of Limburg. Verh. Kgl. Akad. Wet., Amsterdam 1907.